# Wolfram Research
Wolfram Research é uma multinacional com sede principal na cidade de Champaign, Illinois, nos Estados Unidos de software voltada para matemática e computação científica. O principal produto da Wolfram Research é o Mathematica, um ambiente para computação técnica que teve sua primeira versão lançada em 23 de junho de 1988. O fundador e CEO da Wolfram Research é Stephen Wolfram, autor e cientista, que se mantém próximo ao desenvolvimento do Mathematica.  
O Mathematica foi atualizado para a versão 14.2 em janeiro de 2025. Alguns dos outros produtos da empresa são Wolfram Workbench, gridMathematica, webMathematica, Wolfram SystemModeler, aplicativos para plataformas móveis e o Wolfram Alpha.
A empresa lançou o Wolfram|Alpha, uma interface de perguntas e respostas, em maio de 2009. O diferencial do Wolfram|Alpha em relação a outros mecanismos de busca é a abordagem que processa perguntas e oferece repostas diretas, em vez de mostrar páginas onde as palavras-chave são encontradas. Além disso, esta geração de conhecimento e aquisição de dados envolve uma grande quantidade de dados processados, com o processamento de perguntas sem a necessidade de sintaxe específica.
Em 21 de julho de 2011, a Wolfram lançou o Computable Document Format (CDF). O CDF é um formato de documento destinado a possibilitar a criação, de modo fácil, de conteúdo interativo gerado dinamicamente. 
Em junho de 2014, a Wolfram Research oficialmente introduziu a Wolfram Language como uma nova linguagem de programação geral de múltiplos paradigmas. Ela é a linguagem de programação principal utilizada no Mathematica.
Em 15 de abril de 2020, a Wolfram Research recebeu $5.575.000 para auxiliar no pagamento de seus funcionários durante a pandemia de COVID-19 como parte do Programa de Proteção ao Salário (Paycheck Protection Program) do governo dos Estados Unidos, administrado pela Small Business Administration. O empréstimo foi perdoado.

## Publicações
A Wolfram Research oferece publicações gratuitas em diversos websites, como as enciclopédias MathWorld e ScienceWorld.
O Projeto Wolfram Demonstrations é um site colaborativo que hospeda demonstrações técnicas prontas que podem ser vistas através do Wolfram CDF Player, que é um plugin gratuito.
A Wolfram Research publica o periódico Mathematica Journal além de diversos livros através da Wolfram Media, a divisão de publicações da Wolfram.
Anualmente a empresa organiza uma conferência tecnológica para os usuários do Mathematica em Champaign, IL, onde fica a sede da empresa. Essas conferências levam usuários do mundo inteiro a Champaign para conhecer os mais recentes avanços do Mathematica e da Wolfram Research, assim como para discutir tópicos relevantes nas mais diversas áreas do conhecimento.
A Wolfram Research atuou como consultora matemática para a série de televisão da CBS chamada "Numb3rs", um programa sobre os aspectos matemáticos na resolução de crimes